# Banpingshan
Der Banpingshan (chinesisch 半屏山, Pinyin Bànpíng Shān, Pe̍h-ōe-jī Poàⁿ-pêng-soaⁿ) ist ein Berg in der südtaiwanischen Stadt Kaohsiung.

## Geographie
Der Banpingshan liegt im Norden der Kaohsiunger Kernstadt auf der Grenzlinie zwischen den Bezirken Zuoying und Nanzi. Seine Höhe beträgt etwa 220 m über dem Meeresspiegel. Er erstreckt sich über eine Länge von ungefähr 2800 m von Südwest nach Nordost und ist an der breitesten Stelle etwa 900 m breit. Am südwestlichen Zipfel des Berges schließt sich der Lotus-See an, im Südosten verläuft parallel zum Berg die Strecke des Taiwanischen Hochgeschwindigkeitszuges.

## Geschichte
Der Name des Berges bedeutet wörtlich „Halber-Wandschirm-Berg“. Er wurde so genannt, weil es sich um einen sehr schmalen, wie mit einem Messer zurechtgeschnittenen „halben“ Berg handelt und seine Seitenansicht an die Form eines Wandschirms erinnert. Seine außergewöhnliche Form machte den Berg zum Gegenstand verschiedener Legenden.
Erdgeschichtlich handelt es sich beim Banpingshan, wie auch bei seinem Nachbarn, dem Shoushan, um ein Korallenriff, das im Lauf der Jahrtausende aus dem Meer emporgehoben wurde. Die daher rührende, den südöstlichen Hang des Berges bedeckende Kalkschicht wurde Anfang des 20. Jahrhunderts zum Objekt wirtschaftlicher Interessen. Im Jahr 1917, während der japanischen Herrschaft über Taiwan, wurde mit dem industriellen Abbau des Kalksteins begonnen, um Rohstoffe für die gleichzeitig entstehenden Zementfabriken am Fuß des Berges zu beschaffen. Der auch nach dem Ende der japanischen Herrschaft andauernde Abbau veränderte die ursprüngliche Gestalt des Berges erheblich und zerstörte das Ökosystem am Südosthang fast völlig. In den 1960er Jahren ereigneten sich mehrere Erdrutsche, bei denen Arbeiter ums Leben kamen. Erst 1992, als die ursprüngliche Kalkschicht des Berges fast völlig abgetragen war, wurde der Abbau eingestellt. In jüngerer Zeit wurde eine Aufforstung des Südosthangs eingeleitet und einige der bei den Abbauarbeiten der Vergangenheit entstandenen Gruben wurden zu Feuchtgebieten umgestaltet. Nach und nach erholte sich das ökologische Gleichgewicht des Berges. Heute ist der Banping Shan, auf dem Wanderwege angelegt wurden, ein beliebtes Ausflugsziel der Einwohner von Kaohsiung.